# Burning Heads
Burning Heads és un grup francès de punk rock i reggae de la ciutat d'Orleans. El grup es va formar el 1987 i va començar a publicar discos de manera independent abans de signar amb PIAS Recordings el 1994. Va guanyar popularitat internacional amb el disc Be One with the Flames, de 1998, amb la discogràfica Epitaph Records, i amb Escape, de 1999, amb Victory Records. Posteriorment van publicar amb Yelen Musiques, un segell de Columbia Records pertanyent a Sony Music Entertainment.

## Membres
- Tomoï - bateria
- Mikis - guitarra
- Phil - guitarra
- JBe - baix

## Discografia
- Burning Heads EP (1991)
- Burning Heads (1993)
- Dive (PIAS, 1994)
- Super Modern World (PIAS, 1996)
- The Weightless Hits (PIAS, 1997)
- Be One with the Flames (Epitaph Records, 1998)
- Wise Guy EP (Pinnacle Records, 1998)
- Escape (Victory Records, 1999)
- Opposite (Sony Records, 2002)
- Taranto (Sony Records, 2003)
- BHASS/Never Trust a Punk (Sony Records, 2004, amb Alif Sound System)
- Bad Time for Human Kind (Opposite Prod, 2006)
- Incredible Rock Machine (Opposite Prod, 2006)
- Opposite 2 (Opposite Prod, 2007)
- Split 12" amb Adolescents (Opposite Prod, Slow Death, Wee Wee, 2009)
- Spread The Fire (Opposite Prod, 2009)
- Hear This (Opposite Prod, 2011)
- Choose your trap (Opposite Prod, KTC, Euthanase, 2014)
- Under Their Influence (Opposite Prod, 2020)
- Fear is a Liar (EP, 2021)
- Torches of Freedom (Kicking Records / Opposite Prod, 2022)[4]